# Irmã Nivedita
Irmã Nivedita, nascida Margaret Elizabeth Noble (Tyrone, 28 de outubro de 1867 - Darjeeling, 13 de outubro de 1911), foi uma trabalhadora social anglo-irlandesa, autora, professora e discípula de Swami Vivekananda. Conheceu Vivekananda em 1895, em Londres, e viajou para a Índia (Calcutá) em 1898. Swami Vivekananda deu-lhe o nome Nivedita (que significa aquela que é dedicada a Deus), quando ela deu início aos seus votos de Brahmacharya em 25 de março de 1898. Tornou-se a primeira mulher ocidental a receber uma ordem monástica indiana.